# 2000 في المكسيك
فيما يلي قوائم الأحداث التي وقعت خلال عام 2000 في المكسيك.

## سياسة

### تعيين في المنصب
- 1 ديسمبر – فيسينتي فوكس رئيس المكسيك.

### انتهاء فترة المنصب
- 1 يناير – ميغيل دي لا مدريد صندوق الثقافة الاقتصادية.
- 30 نوفمبر – إرنستو زيديلو رئيس المكسيك.

## مواليد

### مارس
- 14 مارس – دانيال لوبيز لاعب كرة قدم مكسيكي.

## وفيات

### يناير
- 1 يناير – ألفريدو سانتشيز (مواليد 1904) لاعب كرة قدم مكسيكي.
- 1 يناير – رايموندو رودريغيز (مواليد 1905) لاعب كرة قدم مكسيكي.

### مارس
- 24 مارس – خوان زوريتا (مواليد 1917) ملاكم مكسيكي.

### نوفمبر
- 5 نوفمبر – آماليا هيرنانديز نافارو (مواليد 1917)